# 재규어 (슈퍼컴퓨터)
재규어(Jagura)는 미국 오크리지 국립 연구소의 슈퍼컴퓨터이다.

## 같이 보기
- 타이탄 (슈퍼컴퓨터)
- 컴퓨터 과학
- 컴퓨팅